# Lijst van presidenten van Guatemala
Dit artikel bevat een lijst van presidenten van Guatemala.

## Presidenten van Guatemala (1824-heden)

### Bestuurders ten tijde van deVerenigde Staten van Centraal-Amerika(1824-1839)
| Jefe Supremo | Jefe Supremo                                     | Ambtstermijn                        |
| ------------ | ------------------------------------------------ | ----------------------------------- |
|              | Alejandro Díaz Cabeza de Vaca (1766-?) (interim) | 15 september 1824 - 12 oktober 1824 |
|              | Juan Barrundia (1788-1843)                       | 12 oktober 1824 - 6 september 1826  |
|              | Direct door de federatie bestuurd                | 6 september 1826 - 1827             |
|              | José Domingo Estrada                             | 1827 - 1 maart 1827                 |
|              | Mariano de Aycinena y Piñol (1789-1885)          | 1 maart 1827 - 12 april 1829        |
|              | Mariano Zenteno (interim)                        | 12 april 1829 - 1829                |
|              | José Francisco Barrundia y Cepeda (1787-1854)    | 1829 - 18 september 1829            |
|              | Pedro Molina Mazariegos (1777-1854)              | 18 september 1829 - 16 oktober 1831 |
|              | Gregorio Márquez                                 | 16 oktober 1831 - 1831              |
|              | José Mariano Gálvez (1790-1862)                  | 1831 - 31 januari 1838              |
|              | Pedro José Valenzuela                            | 31 januari 1838 - 27 juli 1838      |
|              | Mariano Rivera Paz (1804-1849)                   | 27 juli 1838 - 30 januari 1839      |
|              | Carlos Salazar (1800-1867) (interim)             | 30 januari 1839 - 13 april 1839     |
|              | Mariano Rivera Paz (1804-1849)                   | 13 april 1839 - 3 december 1839     |

### Presidenten van Guatemala (1839-1944)
| President | President                                       | Ambtstermijn                         |
| --------- | ----------------------------------------------- | ------------------------------------ |
|           | Mariano Rivera Paz (1804-1849)                  | 1839 - 14 december 1842              |
|           | José Venancio López (1791-1863)                 | 14 december 1842 - 13 mei 1842       |
|           | Mariano Rivera Paz (1804-1849)                  | 14 mei 1842 - 11 december 1844       |
|           | Rafael Carrera (1814-1865)                      | 14 december 1844 - 16 augustus 1848  |
|           | Juan Antonio Martínez (?-1854) (interim)        | 16 augustus 1848 - 28 november 1848  |
|           | José Bernardo Escobar (1797-1849)               | 28 november 1848 - 18 januari 1849   |
|           | Mariano Paredes (1800-1856) (interim)           | 18 januari 1849 - 6 november 1851    |
|           | Rafael Carrera (1814-1865)                      | 6 november 1851 - 14 april 1865      |
|           | Pedro de Aycinena y Piñol (1802-1897) (interim) | 14 april 1865 - 24 mei 1865          |
|           | Vicente Cerna Sandoval (1815-1885)              | 24 mei 1865 - 29 juni 1871           |
|           | Miguel García Granados Zavala (1809-1878)       | 29 juni 1871 - 4 december 1873       |
|           | Justo Rufino Barrios (1835-1885)                | 4 december 1873 - 2 april 1885       |
|           | Alejandro M. Sinibaldi (1825-1896)              | 2 t/m 6 april 1885                   |
|           | Manuel Lisandro Barillas Bercián (1864-1907)    | 6 april 1885 - 15 maart 1892         |
|           | José María Reina Barrios (1853-1898)            | 15 maart 1892 - 8 februari 1898      |
|           | Manuel José Estrada Cabrera (1857-1924)         | 8 februari 1898 - 15 april 1920      |
|           | Carlos Herrera y Luna (1856-1930)               | 15 april 1920 - 10 december 1921     |
|           | José María Orellana Pinto (1872-1926)           | 10 december 1921 - 26 september 1926 |
|           | Lázaro Chacón González (1873-1931)              | 26 september 1926 - 30 december 1930 |
|           | José María Reina Andrade (1860-1947)            | 2 januari 1931 - 14 februari 1931    |
|           | Jorge Ubico (1878-1946)                         | 14 februari 1931 - 1 juli 1944       |
|           | Juan Federico Ponce Vaides (1889-1956)          | 4 juli 1944 - 20 oktober 1944        |

(Van 20 oktober 1944 tot 15 maart 1945 werd Guatemala geregeerd door een militaire junta bestaande uit Francisco Javier Arana, Jacobo Arbenz Guzmán en Jorge Toriello Garrido.)

### Presidenten van Guatemala (1945-1957)
| President | President                               | Ambtstermijn                  |
| --------- | --------------------------------------- | ----------------------------- |
|           | Juan José Arévalo (1904-1990)           | 15 maart 1945 - 15 maart 1951 |
|           | Jacobo Arbenz (1913-1971)               | 15 maart 1951 - 27 juni 1954  |
|           | Carlos Enrique Díaz de León (1910-1971) | 27 t/m 28 juni 1954           |

(Van 29 juni 1954 tot 8 juli 1954 werd Guatemala geregeerd door een junta onder leiding van generaal Elfego Hernán Monzón Aguirre; daarna, tot aan 26 juli 1957, door een junta onder leiding van Carlos Castillo Armas.)
| President | President                              | Ambtstermijn                   |
| --------- | -------------------------------------- | ------------------------------ |
|           | Luis Arturo González López (1900-1965) | 27 juli 1957 - 24 oktober 1957 |

(Van 24 oktober 1957 tot 26 oktober 1957 werd Guatemala geregeerd door een militaire junta onder leiding van Óscar Mendoza Azurdia.)

### Presidenten van Guatemala (1957-heden)
| President | President                                    | Ambtstermijn                       |
| --------- | -------------------------------------------- | ---------------------------------- |
|           | Guillermo Flores (1894-1982)                 | 27 oktober 1957 - 2 maart 1958     |
|           | Miguel Ydígoras (1895-1982)                  | 2 maart 1958 - 31 maart 1963       |
|           | Alfredo Enrique Peralta Azurdia (1908-1997)  | 31 maart 1963 - 1 juli 1966        |
|           | Julio César Méndez Montenegro (1915-1996)    | 1 juli 1966 - 1 juli 1970          |
|           | Carlos Manuel Arana Osorio (1918-2003)       | 1 juli 1970 - 1 juli 1974          |
|           | Kjell Eugenio Laugerud García (1930-2009)    | 1 juli 1974 - 1 juli 1978          |
|           | Fernando Romeo Lucas García (1923-2006)      | 1 juli 1978 - 23 maart 1982        |
|           | Efraín Ríos Montt (1926-2018)                | 23 maart 1982 - 8 augustus 1983    |
|           | Óscar Humberto Mejía Victores (1930-2016)    | 8 augustus 1983 - 14 januari 1986  |
|           | Marco Vinicio Cerezo Arévalo (1942)          | 14 januari 1986 - 14 januari 1991  |
|           | Jorge Antonio Serrano Elías (1945)           | 14 januari 1991 - 1 juni 1993      |
|           | Gustavo Adolfo Espina Salguero (1946-2024)   | 1 t/m 5 juni 1993                  |
|           | Ramiro de León Carpio (1942-2002)            | 6 juni 1993 - 14 januari 1996      |
|           | Álvaro Arzú Irigoyen (1946-2018)             | 14 januari 1996 - 14 januari 2000  |
|           | Alfonso Portillo (1951)                      | 14 januari 2000 - 14 januari 2004  |
|           | Óscar Berger (1946)                          | 14 januari 2004 - 14 januari 2008  |
|           | Álvaro Colom (1951-2023)                     | 14 januari 2008 - 14 januari 2012  |
|           | Otto Pérez Molina (1950)                     | 14 januari 2012 - 3 september 2015 |
|           | Alejandro Maldonado Aguirre (1936) (interim) | 3 september 2015 - 14 januari 2016 |
|           | Jimmy Morales (1969)                         | 14 januari 2016 - 14 januari 2020  |
|           | Alejandro Giammattei (1956)                  | 14 januari 2020 - 14 januari 2024  |
|           | Bernardo Arévalo (1958)                      | 14 januari 2024 - heden            |